# Беклешово
Беклешово — деревня в Порховском районе Псковской области России. Входит в состав сельского поселения «Верхнемостская волость».
Расположена на правом берегу реки Черёха, в 58 км к юго-западу от города Порхова и в 1 км к востоку от волостного центра Верхний Мост.
Численность населения деревни на конец 2000 года составляла 10 человек.